# Ricardo Maia
Ricardo Maia Chaves de Souza (Ribeira do Pombal, 26 de Agosto de 1975), é um político brasileiro filiado ao MDB, foi vereador e vice prefeito de sua cidade natal, Ribeira do Pombal e atualmente exerce seu primeiro mandato de Deputado Federal pela Bahia, eleito em 2022.

## Biografia
Foi eleito Vereador de sua cidade natal em 2008, pelo PSD, em 2012 se elege prefeito pela primeira vez com 52,24% dos votos válidos, concorre a reeleição em 2016 e é reeleito com 63,59% dos votos válidos.
Após o segundo mandato, Ricardo elege seu sucessor, Eriksson Santos.
Desfiliou-se do PSD em 2022 e ingressou no MDB e para concorrer ao cargo de Deputado Federal pela Bahia na eleições do referido ano, no qual fora eleito com 136.834 votos. 
É pai de Ricardo Maia Filho, que é o atual prefeito da cidade de Tucano.

## Emendas Pix
É o deputado que mais repassou emendas pix para uma prefeitura, o valor de R$ 11,7 milhões foi repassado para o município de Tucano, onde seu filho Ricardo Maia Filho é o atual prefeito.